# Rajon imeni Poliny Osipenko
Il Rajon imeni Poliny Osipenko (in russo Район имени Полины Осипенко?) è un municipal'nyj rajon del Kraj di Chabarovsk, nell'Estremo oriente russo. Porta il nome dell'aviatrice sovietica Polina Denisovna Osipenko.